# ファイナルファンタジーIII (リメイク版)
本項では、『ファイナルファンタジーIII』（ファイナルファンタジースリー、FINAL FANTASY III、略称: FFIII、FF3）の3Dリメイク版について記述する。
原作の『FFIII』は1990年に発売されたファミリーコンピュータ用ゲームソフトである。本項で扱うリメイク版とは、2006年にスクウェア・エニックスにより発売されたニンテンドーDS用ゲームソフトの『FFIII』、およびDS版をベースとした移植である2011年発売のiOS版、2012年発売のAndroid版、PlayStation Portable版、2013年発売のOuya版、Windows Phone版、2014年発売（日本では2020年発売）のSteam版を指す。
なお本項では、ファミコン版『FFIII』との差異を中心に記述する。このため、ファミコン版『FFIII』の記事も併せて参照。

## 制作経緯及び各機種への移植略歴

### 幻となったワンダースワンカラー版およびゲームボーイアドバンス版
2000年頃、『FFIII』は『FFI』『FFII』と同時期にワンダースワンカラーへのリメイクが予定されていた。その後ワンダースワンカラーで『FFIV』が移植され、これに続いて「スクウェア マスターピース」シリーズの1つとしてリメイクされることになっていた。ファミ通で何度か記事として取り上げられ、公式ウェブサイトが作られるなどの様々な宣伝が行われていた。また、ファミ通や公式ウェブサイトにはワンダースワンカラー版『FFIII』のゲーム画面も掲載されていた。このゲーム画面は後年発売されたDS版とは異なり、『FFI』、『FFII』同様に色数を増したドット絵によるものであった。しかし、ワンダースワンの売上が思わしくないことなどからリメイクは無期限延期（事実上は中止）となる。
その後、ゲームボーイアドバンスへの移植が発表されたが、長い間動きはなかった。任天堂がファミコン版をそのままの形でゲームボーイアドバンスに移植して発売するために、それをデモとしてスクウェア・エニックスに持ち込んだことがあったが、スクウェア・エニックスはその申し出を断った。さらに、ワンダースワン版の開発が頓挫した後にPlayStation 2でリメイクする考えがあったことも明かされている。
このように、『FFIII』の移植やリメイクはたびたび企画されてきたが、いずれも頓挫していた。

### ニンテンドーDSへの移植
そして、2004年になってニンテンドーDSでのリメイクが発表された。株式会社マトリックスが開発を担当し、オリジナル作品発売16年後の2006年8月24日（北米では2006年11月14日、イタリアおよびドイツでは2007年5月2日、フランスでは2007年5月3日、イギリスおよびスペインでは2007年5月4日）に発売され、本作品初のリメイクとなった（日本では、特別仕様のニンテンドーDS Lite本体とソフトの同梱版『ファイナルファンタジーIII クリスタルエディション』も発売）。
オリジナル版の開発に参加していた田中弘道が、DS版のディレクター兼エグゼクティブプロデューサーに就任した。田中は本リメイクのエグゼクティブプロデューサーであるにもかかわらず、DS版でのリメイクが発表された2004年10月7日に開催された「NINTENDO DS PREVIEW!」にて初めてリメイクのハードがニンテンドーDSであることを知ったという。DSでのリメイクにあたり、田中はシリーズにかかわっていた坂口博信を開発に誘っていた。一旦は坂口も同意したが、最終的に坂口の都合がつかずに実現しなかったものの、助言を与えることもあった。たとえば、田中が主人公キャラクターに新たな設定（意外な過去）を加えようとした際、坂口によって「オリジナルの方がいい」と否定された。また田中は電撃オンラインとのインタビューの中で、オリジナル版は前作『II』の反動で無個性なキャラクターになってしまっため、DS版では個性を表現したいと述べている。その一方で、田中はリメイクであることを前提としていることから、物語はオリジナル版に沿うようにしたうえで再構築したとも話している。DS版制作時のジョブのバランス調整については、田中自身が関わっている『FFXI』の影響を受けていることを示唆している。2D（ドット絵）でのリメイクを希望する声があったが、新規のユーザーにも受け入れられるようにするためDS版は3Dでのリメイクとなった。
TVCMにはお笑い芸人のアンジャッシュが起用された。尚2D版のリメイクは当初ワンダースワン版での開発予定から約20年経った2021年にピクセルリマスターとして発売された。

### その他移植
スマートフォン版およびタブレット版
2011年にはiOS（3月24日にiPhone / iPod touch版、4月21日にiPad版）向けに、2012年にはAndroid対応スマートフォン、2013年にはWindows Phone向けのリメイク版がダウンロード販売開始された。ニンテンドーDS版に比べ高解像度になっている（iPad対応版は1024×768ピクセル）ほか、背景などの3Dグラフィックをリニューアルし、イベントもリメイクされている。また、モグネット（通信機能）を使用しなくても隠し要素が入手できるようになっている。欧米主要言語に加え、中国語にも対応。後にAndroidタブレットである電子書籍端末Amazon Kindleにも対応した。
2021年6月1日のアップデートでタイトルを『FINAL FANTASY III (3D REMAKE)』に変更。E3 2021で発表されたピクセルリマスター版との混同を避けるためである。
PlayStation Portable版
2012年9月20日にはPlayStation Portable版が発売された。画面縦横比率の調整のほか、iPhone/iPod touch版の要素の一部に加え、BGMをファミコン版のものに変更するオリジナルモード、オートバトルモード、ギャラリーモードなどの追加要素がある。UMD版とダウンロード版が発売。
公式ウェブサイトではキャッチコピーの公募コンテスト、イラストレーターの吉田明彦の描くイラストのテーマ募集、『FFIII』のメインテーマ「悠久の風」演奏動画の募集が行われた。
なお、公募により決定されたキャッチコピーは、作家のじゃいがもによる「『そこに隠し通路あるぞ』新聞を読みながら教えてくれた親父は、昔  光の戦士だった」。コンテスト開始直後から幅広い世代からの支持を集めた。
本作のリリースによって、PlayStationフォーマットに『FFI』〜『FFXIII』までの歴代作品が揃うことになった。FFシリーズ25周年記念として2012年12月18日に発売された『ファイナルファンタジー 25th アニバーサリー アルティメットボックス』(FINAL FANTASY 25th ANNIVERSARY ULTIMATE BOX)には、本作を含めPlayStationフォーマットのシリーズ作品が収録されている。
Ouya版
Androidをベースとしたゲーム機Ouyaのローンチタイトルとして2013年4月に配信開始。
Steam版
海外では2014年5月27日より、日本では2020年2月28日より配信開始。日本での配信にあわせてギャラリーモード、オープニングムービーを実装する無償アップデート（スマホ版を含む）が行なわれた。

## 主な変更点

### 概要
以前のファイナルファンタジーシリーズにおけるリメイクとは異なり、『ロマンシング サガ -ミンストレルソング-』のように、すべてが再構築されるとともに大幅なアレンジが施されており、ほとんど別物の様相を呈している。特にゲームバランスに関しては著しい変更ないし大幅な調整がなされている。さらにストーリーも一部変更されており、新たな設定や演出が追加されている部分もある。
システムや演出面などにおける変更点は以下の記述に譲り、ここではそれ以外の特徴的な点を挙げる。
- FC版『FFIII』以降のFFシリーズで採用された便利な機能（残存モンスターへの魔法攻撃、アイテムの所持個数の増加[注 10]、所持アイテムを整理するせいとんや、店のアイテムを任意の個数でまとめ買いできることなど）が本作にも実装されており、FC版よりもユーザーフレンドリーな仕様になっている。
- ニンテンドーDS版においては、十字キーやボタンを用いずにタッチペンのみでプレイすることが可能である。他にも、フィールドでは常に上画面に世界地図が表示されるようになっている[注 11]。他機種への移植版では世界地図の常時表示こそなくなったものの、特定のキー操作でいつでも呼び出せるようになっている。
- タイトルロゴは、FC版『FFIII』のものとは異なり、『FFIV』以降の字体が用いられ、背景に光の戦士が描かれている。ロゴに用いられているイラストはファミコン版のパッケージイラストを基に天野喜孝によって新規に描き起こされたものである。

### ジョブチェンジシステム
システムの大枠においてはFC版と同じであるが、各ジョブの性能が、すべてのジョブで最後までプレイできることを目的として変更されている。
FC版のジョブにおける、最後に入手できるジョブを頂点とした強さの階層が大幅に緩和され、一部ジョブ間に存在した上級・下級の関係（例：中盤の火のクリスタルで入手できる「ナイト」>序盤の風のクリスタルで入手できる「戦士」）も撤廃され、FC版において汎用性・利便性の低かったジョブは強化、逆にFC版において汎用性・利便性の高かったジョブは弱化され、全体的にジョブの汎用性・利便性が均一化を指向する形で調整されている。
また、各ジョブのイメージないし特徴がFC版『FFIII』以後の作品に合わせる形になっており、それに応じてアビリティが追加ないし変更されている。特徴的なところでは、狩人や魔剣士がその例である。詳しくは「ジョブ」の項目を参照。
また、FC版でジョブチェンジ時に必要とされていた「キャパシティ」の概念が廃止された。リメイク版では、それに代わって、ジョブチェンジ後、一定の戦闘回数をこなすまでは本来の能力を発揮できないというペナルティ制が採用された（このジョブの本来の能力が発揮できない期間を「ジョブ移行期間」と呼ぶ）。FC版と同じく、各ジョブには主な攻撃手段の傾向（戦士系か魔道師系か）とジョブの善悪のイメージ値をもとにした相関図が作られており（ただし、この相関図の内容はFC版とは異なる）、元のジョブから変更先のジョブへのタテヨコの距離と変更先のジョブの熟練度によって移行期間の計算が行われる。下記のジョブ相関図を参照。
キャパシティ制が廃止された理由としては、FC版では終盤になるとジョブが固定し、キャパシティがだぶつきがちになるということが挙げられている。
|    |    |    |    |    | 善 |    |    |    |    |    |
|    |    |    |    |    | ナ |    |    |    | 導 |    |
|    |    | 竜 |    | 狩 |    |    |    | 吟 |    |    |
|    |    |    |    |    | 赤 |    | 学 |    | 賢 |    |
|    |    |    |    | 戦 |    | 白 |    |    |    |    |
| 戦 | 空 |    |    |    | す |    |    | 幻 | 界 | 魔 |
|    |    |    |    | モ |    | 黒 |    |    |    |    |
|    |    |    |    |    |    |    |    |    |    |    |
|    |    | バ |    | シ |    |    |    | 風 |    |    |
|    |    |    | 忍 |    | 剣 |    |    |    | 魔 |    |
|    |    |    |    |    | 悪 |    |    |    |    |    |

※大外の枠は、戦士系・魔道師系・善・悪のイメージを表す。
※赤=赤魔道師、吟=吟遊詩人、空=空手家、学=学者、狩=狩人、賢=賢者、幻=幻術師、黒=黒魔道師、シ=シーフ、白=白魔道師、す=すっぴん、戦=戦士、導=導師、ナ=ナイト、忍=忍者、バ=バイキング、風=風水師、剣=魔剣士、界=魔界幻士、魔=魔人、モ=モンク、竜=竜騎士（五十音順）

### 戦闘システム
基本的にFC版の戦闘システムを継承している。攻撃回数（ヒット回数）に比例してキャラクターが武器を振るという『FFIII』独自の特徴も引き継がれている（ただし、FC版と異なり、攻撃回数は熟練度・装備重量の影響を受ける）。
大きな違いとして、モンスターの出現数が、一部の例外を除き、一度の戦闘につき最大三体までとなったことがあげられる。これに伴って、ラストボスを含むあらゆるモンスターの能力（HPや攻撃回数など）が変更（主として強化）されており、一部のモンスターは攻撃方法も変更されている。また、それに付随して主人公たちも強化されており（例えば、攻撃回数および物理攻撃力の大幅な上方修正・攻撃魔法におけるダメージ値の上方修正・回復魔法における回復値の上方修正など）、戦闘におけるバランスが大幅に見直されている。
戦闘コマンドにおいて、FC版では一部のジョブには「にげる」、「ぼうぎょ」コマンドが無かったが、リメイク版では全てのジョブにおいて「にげる」、「ぼうぎょ」コマンドを実行することが可能になった。また、FC版と同じく今作も「にげる」実行ターンには被ダメージが増加する仕様となっているが、FC版に比べて増加するダメージ量は抑えられている。加えて「とんずら」実行ターンではそういったペナルティがなくなっている。
リメイク版では、FC版の武器有効属性に加えて「武器属性」というものが存在する。なお、DS版の攻略本では、FC版の武器有効属性を「攻撃属性」ないし「付加属性」と表現している。武器属性には、格闘・打撃・斬撃・突撃の4種類が存在し、すべての武器がどれかの武器属性を有している。いずれかの武器属性を弱点としている敵には効力を発揮するが、耐性を持っている敵に対しては武器本来の威力が発揮できない。また、武器有効属性（攻撃属性、付加属性）は、FC版のものに「水」と「聖」が加わり計10種類になっている。
また、FC版とは異なり、武器・防具には「重量」が設定されており、攻撃回数や行動順などに影響を及ぼしている。
熟練度には、FC版で存在したジョブの熟練度のほかに「手熟練度」というものが追加された。
この熟練度は物理攻撃を行うことで最大99まで上昇し、物理攻撃における攻撃力や攻撃回数に影響を及ぼす。ただし、ステータス画面では確認できない。

### 演出面
FC版のドット絵による2Dグラフィックから、リアルタイムフルポリゴンの3Dのグラフィックとなり、キャラクターたちは表情豊かに様々な動きをするようになった。また、DS版ではイベント時に2画面を使った演出がなされている。戦闘中の魔法詠唱モーションは『FFXI』の黒魔道師から取り入れられており、魔法および敵の特殊攻撃のエフェクトも、FC版でのイメージを踏襲し進化させたというよりも、むしろ独自のアレンジになっている。
FC版では、主人公は4人の少年であったが、リメイク版では、少年3人（デフォルトの名前は、ルーネス、アルクゥ、イングズ）と少女1人（デフォルトの名前はレフィア）に変更され、個別の性格が設定された。詳しくは「キャラクター」の節を参照。各主人公キャラクターが個性付けられたことで、セリフなどもそれに応じて修正されている。また、それに伴い根幹のストーリーにも若干修正が加えられており、浮遊大陸から地上世界へ出る際に演出が追加され、地上世界の表現も変更されている。
ビジュアルワークス制作によるオープニングムービーが追加された。また、そのBGMとして「悠久の風」と「水の巫女エリア」をアレンジした「風の追憶 〜悠久の風伝説〜」が植松伸夫により新たに書き下ろされた。
ゲーム中の音楽は植松伸夫監修のもと、関戸剛と河盛慶次により全面的にアレンジされている。基本的にFC版の楽曲を尊重したオーケストラアレンジになっているが、「禁断の地エウレカ」など曲調がかなり異なる楽曲もある。

### 追加要素
モグネット
DS版では、各所に存在するモーグリに話しかけることで、他のキャラクターに手紙を送ることができる。対象はトパパ、シド、サラ姫、アルス王子、4じいさんの5組である。また、DS本体のワイヤレス通信やニンテンドーWi-Fiコネクションで他のプレイヤーに手紙を送信・受信することができる。他プレイヤーに手紙を送ることで追加イベントが解放され、隠しボス・隠しジョブ・アルテマウェポン・マスターアイテムなどの追加要素をプレイできる。本編には影響がないものの追加イベントで入手できるアイテムは総じて強力である。ただし、ニンテンドーWi-Fiコネクションは現在サービスが終了したため利用できないため、追加イベントを解放する場合はプレイヤーが当ゲームを2台所持してワイヤレス通信を行うしかない。
他機種への移植版では通信機能が削除され、ゲーム内の進行度などの条件を満たすことで追加イベント進行のフラグが立つようになっている。
プレイレコード
ギサールの酒場にある隠し部屋にいる老人からモンスター図鑑とやりこみデータを確認できるようになった。
モンスター図鑑は、モンスターのステータスや各モンスターの撃破数が確認できる。当然ながら、遭遇したことのないモンスターの情報は表示されない。期間限定で出現するモンスターも存在するため、意識せずプレイした場合は取り逃しになることがある。
やりこみデータは、クリアタイム、宝箱収集率(最大100%)、敵の総討伐数、逃げた回数(最小1回)、最大ダメージ(最大99999)、最大ヒット回数(最大32回)、マスターカードの枚数(最大23枚)の情報が確認できる。
中断機能
戦闘中以外はどこでもデータを保留したままゲームを終了することが可能になっている（ただし、中断した時点で保留したデータはゲームを再開すると破棄されてしまうので、セーブ機能とは異なる）。PSP版ではこの機能は削除された。またいつでもセーブ可能場所では使用できない。

### 武器・防具・アイテム・魔法
ジョブのバランス調整に伴い、武器防具の強さや付加効果などもそれに応じて変更されている。また、FC版にあった武器の中には名前が変更されているものや、その存在自体が削除されているものがある。他方、FC版にはなかった新たな武器防具が追加されている。
店で売っている武器・防具・魔法・アイテムおよび宝箱から入手できる武器・防具・アイテムの中には取得場所が変更されているものがある。また、敵がドロップする武器・防具・アイテムも部分的に変更されている。
魔法の効果が変更されているものがいくつかある。
- トード（白魔法、レベル2）は、FC版では戦闘で使用すると敵（1体）を即死させるのと同等の効果が得られたが、リメイク版では敵（1体）をカエル化する効果に変更されている。
- ミニマム（白魔法、レベル2）は、FC版では戦闘で使用すると敵（1体）を即死させるのと同等の効果が得られたが、リメイク版では敵（1体）を小人化する効果に変更されている。
- テレポ（白魔法、レベル3）は、FC版では戦闘で使うと敵（1体）を次元の歪に送り込んで即死させることができたが、リメイク版では戦闘で使うと戦闘から離脱するという効果に変更されている。
- イレース（黒魔法、レベル5）は、FC版では、敵（1体-複数）の属性耐性を無効化するものであったが、リメイク版では補助魔法を破るという効果に変更されている。
- デジョン（黒魔法、レベル6）は、FC版では、ワープ効果（ダンジョン内で指定した階層に戻る）もあったが、リメイク版ではその効果は削除されている。
- フレア（黒魔法、レベル8）は、FC版では単体だけでなく複数の同種のモンスターや敵全体を対象にすることができたが、リメイク版では対象は単体のみである。

### FC版とのゲームバランスの相違について
ジョブバランスの変更、敵の最大出現数の制約に伴う主人公および敵キャラクターの能力の変更並びに新たな武器防具の追加およびFC版に既存の武器防具の能力変更などにより、リメイク版のゲームバランスはFC版のそれとは乖離している。ここではそれ以外のFC版との特徴的なゲームバランスの差異を記述する。
- いわゆる中ボス（『FFIII』のボス参照）を倒すと、戦闘終了後に、HP・MPが完全回復し状態異常が治癒され、戦闘不能だった者も完全回復した状態で復活する。
- 一部ダンジョンの構造が簡略化されており[注 23]、FC版でテレポ・デジョンが使用不可能だったダンジョンでもテレポ（リメイク版ではデジョンのワープ効果はなくなっている）が使用可能になっている[注 24]。
- エンカウント率が見直されている[注 25]。
- ボスを含む多くのモンスターのギルおよび経験値が増えているため（ボスの場合はランドタートル以外全部）、レベルが上がりやすく、ギルもたまりやすい。ギルの場合は10倍以上、経験値の場合は10倍弱増加しているボスもいる。
- 1ターンに複数回攻撃、および攻撃パターンの多様化した中ボスも多く、FC版とは違った戦略性を要求される場面も多い。

## 細部における相違
- 「プレリュード」は本作ではハープに戻されている。曲頭と曲尾の加減速は再現されているが、オリジナル版からのインパクトは生音重視志向の結果消えている。
- FC版ではアムルで4人のじいさんを襲ったモンスターはゴブリンだったが、リメイク版ではギガントードに変更されている。
- 一部のダンジョンの名前がFC版と異なっている（例：「サロニアの地下の迷路」→「サロニアの地下迷宮」、「山頂へ続く道」→「ドラゴンの住む山」）。
- FC版ではダンジョン内で階を昇降するつど、パーティがいる階層が表記されていたが、リメイク版ではその表記がなくなった。
- FC版では倒されたボスのほとんどは上から段々に分解されるように消えたが、リメイク版ではフェードアウトするような形に変更された。またボスが消えるときの効果音もそれぞれFC版とリメイク版では異なる。
- インビンシブルから降りるときの効果音ならびに戦闘中に分裂モンスターが分裂するとき、モンスターが増殖するときおよびモンスターが別のモンスターを召喚するときの効果音がそれぞれFC版とリメイク版では異なる。これに関して、FC版の効果音のデータが残っていなかったので、DS版制作時に効果音は一から作り直されていることが明かされている[35]。
- FC版のノーチラス号の移動速度（徒歩の8倍速）はリメイク版では再現されていない[注 26]。
- FC版と比べて、全体的にセリフの口調が丁寧な言い回しに修正されている。また、モーグリのセリフはFC版では取り立てて特徴がある口調ではなかったが（一度だけ「ニャー！」と叫んだことはある）、リメイク版では「クポ」が語尾につく口調になっている。
- 忍者・賢者の入手方法が変更されたために、それに関するセリフが修正ないし削除されている。
- FC版ではクラス6以上の召喚魔法はその召喚獣を倒さないと購入することができなかったが、リメイク版では対象召喚獣を倒さずとも購入できるようになっている。
- FC版においてゲーム上表現されている武器のデザインとリメイク版においてゲーム上表現されている武器のデザインはまったく異なる。
- ネプト竜の像の目が、FC版では左が青で右が赤であったが、リメイク版では左右の目が赤い。また、FC版では右目が盗まれているが、リメイク版では左目が盗まれている。
- FC版では、「山頂へ続く道」に入ったときおよび「バハムートの洞窟」を抜けたときにバハムートが空から飛来する演出があったが、リメイク版ではなくなっている。
- 炎の洞窟において、FC版では溶岩の上を歩いてもダメージを受けなかったが、リメイク版ではダメージを受ける。
- FC版では川などに見られる滝部分を歩くとダメージを受けたが、リメイク版ではダメージを受けなくなっている。
- FC版ではゴールドルを倒したあと鎖の鍵を入手するとその場でエンタープライズの鎖が消えるが、リメイク版では自らエンタープライズまで出向いて鎖をはずさなければならない。
- インビンシブルの内装がFC版と異なっており、ベッドとでぶチョコボ（リメイク版での表記は「デブチョコボ」）の出現する位置が逆である。
- FC版では、ギサールの宿屋の隠し通路の奥に「つるぎざき」という女の子がいたが、リメイク版ではモンスター図鑑とやりこみデータを見せてくれるおじいさんに変更されている。この「つるぎざき」は実在する人物で、『II』の熱狂的なファンであり、当時スクウェアへファンレターをたくさん出していた女の子であった。しかしそのファンレターがあまりに多いので、当時スクウェアが編集・発行していたファン向け冊子の読者投稿ページ内に「はがきばっかりかいてないで勉強しろ！」と彼女のイラストを紹介しながらツッコミを入れるコーナーを特設。するとそれ以降、彼女はイラストを送ることをピタリとやめてしまった。編集部が彼女を傷つけた反省として、開発陣は本作に彼女を隠しキャラクターとして登場させることで、誠意を示したという。ただし、のちに「つるぎざき」本人がブログで語ったところによると、ファンレターの投稿ペースが落ちたのは他の理由で多忙になったためであるという[37]。
- FC版にあったキルの効果を持つアイテム「あくまのためいき」が削除されている。他方、リメイク版ではエスナの効果を持つアイテム「てんしのためいき」が追加されている。FC版NTT出版の攻略本である「完全攻略編 下」では「あくまのためいき」がエスナの効果と誤記されている。
- FC版のステータス画面には攻撃回数、命中率、回避率および魔法回避率に関する表示があったが、リメイク版では削除されている。
- 3Dになったことにより、ランドタートルを除いて、ボスの大きさが相対的に矮小化している。とりわけサラマンダーなどに顕著。
- エクスカリバーを守っている敵ジェネラルと、クリスタルタワーに出現する敵ダークジェネラルの武器が剣から斧に変わっている[注 27]。
- FC版では、魔王ザンデにギルおよび経験値は設定されておらず、倒した後も勝利のファンファーレは鳴らなかったが、リメイク版ではギルおよび経験値が設定されており、倒したあと勝利のファンファーレが鳴る。
- ラストボスの登場および消滅の仕方が異なる。登場については、FC版では、体上部から段々に形を成すように場に現れる。他方、リメイク版では、舞台用語で言うところの板付きである。消滅については、FC版では、戦闘音楽がフェードアウトした後にラストボスが体の下方から段々に消滅しながら沈んでいき、勝利のファンファーレは鳴らない。他方、リメイク版では、通常のボスと同じようにフェードアウトし、勝利のファンファーレが鳴る。また、FC版ではラストボスにギルおよび経験値は設定されていなかったが、リメイク版ではギルおよび経験値が設定されている。
- ラストボスの体勢が異なる。FC版では、空中に浮いているような格好をしているが、リメイク版では、地面から生えたような体勢をとっている。また、FC版ではラストボスは単体で出現するが、リメイク版ではラストボス本体に加えて「触手」2体が一緒に出現する。この触手は、FC版に登場するラストボスのグラフィックと原画に描かれた妖気を独自解釈したもの[要出典]であり、後に発売された『ディシディア ファイナルファンタジー』に登場する暗闇の雲にも引き継がれている。
- ラストボスとは2回戦闘することになるが、FC版では1回目と2回目でラストボスのカラーリングが異なっているのに対して、リメイク版では両方同じである。また、初回戦闘時のラストボスの能力も大きく異なる。FC版の1回目の戦闘では、主人公側からの攻撃は全て無効化されるが、リメイク版の1回目の戦闘では攻撃自体は有効である。反対に、FC版の1回目の戦闘では、ラストボスからの波動砲（全体攻撃）は、主人公側の防御性能によってダメージ値が増減したが、リメイク版の1回目の戦闘では、主人公側の防御性能に関係なく9999のダメージを食らう。
- FC版では、入手が極めて困難であったオニオングッズ[注 28]の入手が比較的容易になっている。
- FC版に存在した裏技ないしバグ技は使用できなくなっている。他方、DS版には、FC版とは方法は異なるが、魔法増殖などの裏技が存在する（他機種移植版では修正された）。

## ジョブ
ジョブのデザインは吉田明彦のデザインのもと、一新されている。基本的にFC版のイメージを踏襲したデザインになっているが、一部かなり異なったデザインになっているジョブもある。また、4人の主人公キャラクターごとにデザイン分けされている。
ジョブの外国語表記に関する情報は以下の脚注を参照。

### 初期のジョブ
すっぴん（Freelancer、仏：Free-lance、伊：Tuttofare、独：Freiberufler、西：Aprendiz）
多彩な武器・防具を装備でき、クラス1の白・黒魔法も扱え、熟練度も上がり易いが、能力値の成長率はあまりよくない。装備可能武器はナイフ・剣・杖・ロッド・弓・矢・爪。

### 風のクリスタルから得られるジョブ
戦士（Warrior、仏：Guerrier、伊：Guerriero、独：Krieger、西：Guerrero）
攻撃力が上がる一方で受ける物理ダメージも増える攻撃アビリティ「ふみこむ」が追加された。また、装備可能武器の種類が増え、かつ最強クラスの武器も装備できるようになった。後述するナイトと比べて攻撃重視のイメージになっている。装備可能武器はナイフ・剣・斧・弓。
モンク（Monk、仏：Moine、伊：Monaco、独：Mönch、西：Monje）
攻撃を受けたとき反撃する「かまえる」が追加された。また、素手で攻撃する場合の攻撃が、レベルではなく熟練度に依存する形に変更された。棍が存在自体削除された影響で、装備可能な武器が爪に変更されている。
外見は青い胴衣を着ている。はちまきの巻き方は人によって異なる。イングズのみ胴衣に袖がある。
白魔道師（White Mage、仏：Mage blanc、伊：Mago bianco、独：Weissmagier、西：Mago Blanco）
クラス7までの白魔法を使用することができる。FC版と比べてクラス1-4のMPが大幅に増加している。またFC版で上位ジョブであった導師よりもクラス1-4のMPが多くなっている。装備可能武器は杖・ロッド。FC版よりも強力なものを装備できるようになっている。
外見は、『FFI』やFC版『FFIII』などでよく見られるフード付きの白いローブを纏っている。レフィアはフードを被っている。
黒魔道師（Black Mage、仏：Mage noir、伊：Mago nero、独：Schwarzmagier、西：Mago Negro）
クラス7までの黒魔法を使用することができる。FC版と比べてクラス1-4のMPが大幅に増加している。またFC版で上位ジョブであった魔人よりもクラス1-4のMPが多くなっている。装備可能武器は杖・ロッド・弓・矢。FC版よりも強力なものを装備できるようになっている。
外見は黄色の帽子に黒いローブを纏っている。全員素顔。レフィアは帽子に黒いリボンが付いている。
赤魔道師（Red Mage、仏：Mage rouge、伊：Mago rosso、独：Rotmagier、西：Mago Rojo）
白・黒魔法を使うことができ、一部戦士系の武器も装備できる。FC版と比べて装備可能な武器・防具が増え、白・黒魔法もクラス5まで使えるようになっている。また、体力・すばやさは低下しているが、それ以外の能力値は増えている。装備可能武器はナイフ・剣・杖・ロッド・弓・矢。FC版と比較すると、大幅に強化されている。
外見は、『FFI』やFC版『FFIII』などでよく見られる赤いシルクハットに赤いジャケットといういでたち。アルクゥのみブーツが他の3人と異なる。
シーフ（Thief、仏：Voleur、伊：Ladro、独：Dieb、西：Ladrón）
「ぬすむ」・「とんずら」のアビリティおよびカギ開けの能力は健在である。盗めるアイテムに貴重なものが追加され、かつ「とんずら」もペナルティがなくなっており、「ぬすむ」・「とんずら」の利便性は増している。また、すべてのジョブの中ですばやさがもっとも高く、攻撃回数が多いのも特徴。FC版では火のクリスタルから入手できるジョブであった。装備可能武器はナイフ・投擲武器。また、ナイフはFC版よりも強化されており、より強力なナイフも追加されている。
外見は緑のバンダナに、同色のパレオと白いシャツが特徴。レフィアは腹部の開いた露出度の高いデザイン。

### 火のクリスタルから得られるジョブ
狩人（Hunter / Ranger、仏：Chasseur、伊：Ranger、独：Waldläufer、西：Ranger）
4回連続で攻撃する「みだれうち」のアビリティが追加されている。他方、FC版では使えた白魔法が使えなくなっている。装備可能武器は弓・矢・投擲武器。矢はFC版と同じく消費アイテム。また、弓・矢はFC版よりも強化されており、より強力なものも追加されている。
ナイト（Knight、仏：Chevalier、伊：Cavaliere、独：Ritter、西：Caballero）
瀕死の仲間を「かばう」能力は健在である。また、クラス1の白魔法を扱うことができるようになり、さらに物理・魔法攻撃の両方のダメージを軽減できる「まもる」が追加された。上述の戦士と比べて守備重視のイメージになっている。FC版と比べると、知性・精神は上がっているが、すばやさが大幅に低下している。装備可能武器は剣。また、剣は種類こそ増えたが、全体としてみるとFC版より弱体化している。
ジョブのデザインはFC版とはかなり異なったものとなっている。
学者（Scholar、仏：Érudit、伊：Studioso、独：Gelehrter、西：Erudito）
FC版の「みやぶる」と「しらべる」は「しらべる」1つに統合され、名称とともに効果も統合されている。なお「しらべる」には敵にかかっている防御魔法をかき消す効果が追加されている。さらにクラス3までの白・黒魔法を扱うことができ、道具の効果を倍増させるという特性（「アイテムの知識」）も付加されている。また知性も全ジョブの中でトップクラス。装備可能武器は本。また、本はFC版よりも強化されていて、より強力な本も追加されている。FC版とは比較にならないほど強化されたジョブ。
外見は全員眼鏡をかけている。
風水師（Geomancer、仏：Géomancien、伊：Geomante、独：Geomant、西：Geomante）
MPを消費せずに特殊攻撃を行う「ちけい」アビリティは健在である。リメイク版では「ちけい」での攻撃の際に失敗しなくなった上に、地形効果の種類が増え（全10種類）、より強力なものも加わり、FC版と比べて大幅に強化されている。FC版では水のクリスタルから入手できるジョブであった。装備可能武器はベル。ベルはFC版よりも強化されていて、より強力なベルも追加されている。
外見は、青いエスキモーコートのようなものを着ている。イングズのみ腰のリボンがない。

### 水のクリスタルから得られるジョブ
竜騎士（Dragoon、仏：Chevalier dragon、伊：Dragone、独：Dragoon、西：Dragontino）
FC版と同じく、敵の頭上へ跳躍し、次ターンに攻撃する「ジャンプ」のアビリティは健在であり、風の属性を持つ槍を装備することができる。また、槍はFC版よりも強化されていて、より強力な槍も追加されている。他方、すばやさは低下したが、知性が大幅に増加している。
バイキング（Vikng、仏：Viking、伊：Vichingo、独：Wikinger、西：Vikingo）
力は全ジョブの中でトップクラス。また、攻撃対象を自分に向かわせて敵の防御力を下げる「ちょうはつ」のアビリティが追加されている。FC版と比べて、体力は低下しているが、力と知性は増加している。装備可能武器はハンマー・斧。どちらもFC版より強化され、より強力なものも追加されている。
魔剣士（Dark Knight、仏：Chevalier noir、伊：Cavaliere nero、独：Dunkelritter、西：Caballero Oscuro）
HPを消費して敵全体を攻撃するアビリティ「あんこく」が追加され、暗黒剣以外にもナイフ・剣が装備可能になり、防具も装備可能な種類が増えた。他方、FC版で使用できた白魔法は使用できなくなっている。また、暗黒剣は種類は増えているが、全体としてみるとFC版より弱体化している。
幻術師（Evoker、仏：Conjureur、伊：Evocatore、独：Beschwörer、西：Conjurador）
FC版と同じく、白・黒の召喚魔法をランダムに使用することができ、その効果もFC版と同様である。また、FC版と比べて比較的低いクラスの魔法の使用回数が増えている。装備可能武器は杖・ロッド。FC版よりも強力なものを装備できるようになっている。
吟遊詩人（Bard、仏：Barde、伊：Bardo、独：Barde、西：Bardo）
「うたう」のアビリティは承継しているが、FC版とは異なりその効果が装備している竪琴によって変化するようになった。歌はターンの最初に発動し、その効果は全部で5種類ある。また、FC版にあった「おどかす」および「おうえん」のアビリティは削除されているが、FC版よりも遥かに汎用性・利便性は高まっている。装備可能武器はナイフ・竪琴。また、竪琴は種類が増えている。

### 土のクリスタルから得られるジョブ
空手家（Black Belt / Martial Artist、仏：Karatéka、伊：Cintura nera、独：Karateka、西：Karateka）
力・体力は全ジョブの中でトップクラス。力をためて、攻撃力をアップするアビリティ「ためる」も健在である。他方、モンクと同じように素手で攻撃する場合の攻撃が、レベルではなく熟練度に依存する形に変更された。また、FC版では水のクリスタルから入手できるジョブであったが、水のクリスタルから得られるジョブに戦士系が多いために取得場所が土のクリスタルに変更された。装備可能武器は爪。FC版よりも爪は強化されており、より強力な爪も追加されている。
外見は、白と黒を基調とした胴着を着用している。帯の結びはキャラクターによって異なる。
魔人（Magus、仏：Magicien、伊：Stregone、独：Hexer、西：Archimago）
すべての黒魔法を使用することができる。上述の黒魔道師よりもクラス5以上のMPが多く、知性は全ジョブの中でトップクラス。FC版と比べると、知性の高さは引き継いでいるが、体力などが低下していることに加えて、MPも全体的に減少している。装備可能武器は杖・ロッド。また、杖・ロッドはFC版よりも強化されており、より強力な杖・ロッドも追加されている。
外見は、黒いとんがり帽子に黒いローブ、だぼっとしたズボンといういでたち。帽子の三日月の飾りが特徴的である。
導師（Devout、仏：Dévot、伊：Devoto、独：Schamane、西：Devoto）
すべての白魔法を使用することができる。上述の白魔道師よりもクラス5以上のMPが多く、精神は全ジョブの中でトップクラス。FC版と比べると、精神の高さは引き継いでいるが、体力などが低下していることに加えて、MPも全体的に減少している。装備可能武器は杖・ロッド。また、杖・ロッドはFC版よりも強化されており、より強力な杖・ロッドも追加されている。
外見は、白とピンクを基調とした猫耳フード付きのコスチュームである。しかし、ルーネスとイングズはフードを被っていない。
魔界幻士（Summoner、仏：Invokeur、伊：Negromante、独：Evokateur、西：Invocador）
本作では白黒合体の召喚魔法を使える唯一のジョブ。FC版と比べると、比較的低いクラスの魔法の使用回数が増えており、体力も増えているが、すばやさは大幅に低下している。装備可能武器は杖・ロッド。また、杖・ロッドはFC版よりも強化されており、より強力な杖・ロッドも追加されている。
外見は頭に角がついている。レフィアはドレス風、それ以外は燕尾服に近似した衣装になっている。
賢者（Sage、仏：Sage、伊：Saggio、独：Weiser、西：Sabio）
FC版と同じくすべての魔法を使用できるが、召喚魔法の効果は白・黒ランダムに変更されており、各魔法の威力や使用回数もそれぞれの専門職には及ばなくなっている。加えて、すべての能力値がFC版よりも低く、FC版に比べて大幅に弱体化している。装備可能武器は杖・ロッド。
忍者（Ninja、仏：Ninja、伊：Ninja、独：Ninja、西：Ninja）
武器を投げて敵にダメージを与えることができるアビリティ「なげる」が追加された。他方、FC版と比べると、装備可能な武器防具が著しく減り、力・素早さ・体力も減少しており、大幅に汎用性・利便性が低下している。どちらかというと『FFV』の「忍者」に近い存在になっている。装備可能武器はナイフ・暗黒剣・投擲武器。

### 隠しジョブ
たまねぎ剣士（Onion Knight、仏：Chevalier Oignon、伊：Cavaliere Cipolla、独：Zwiebelritter、西：Caballero Cebolla）
FC版では初期ジョブであったが、本作では隠しジョブとして登場する。FC版と異なり、全ての白・黒魔法を使え、ほとんどの武器防具を装備することができる。他方、FC版と類似した特徴としては、レベル92までは全ジョブ中最弱のステータスであるが、それを超えると急激に成長し、最終的にはすべての能力値が最大になるということが挙げられる。また、たまねぎ剣士のみが扱える「オニオン」系の装備も健在である。ただし、FC版におけるような圧倒的な性能はなく、特に、オニオンソードは顕著に弱体化している。
外見は、たまねぎの芽のようなクレストのついた兜を被っている。兜と服のカラーベースは、ルーネスが紫、アルクゥが緑、レフィアが水色、イングズが赤になっている。

## ストーリー
リメイク版では序盤が大きく変更されているため、その部分のみ示す。
大地震でクリスタルが地中に引きずり込まれたことにより、モンスターが世に解き放たれた。その結果、すべてのバランスが崩れ、世界は闇に包まれようとしていた。
ある日、ウルに住むルーネスは祭壇の洞窟で落とし穴に落ちたところ、その洞窟の奥で風のクリスタルに遭遇し、運命を共にする仲間を集めるよう促される。ウルに戻ったルーネスはトパパから自らがみなしごであることを告げられる。
一方その頃、町外れでいじめられていたアルクゥは、いじめっこを見返すために幽霊が出るとうわさされるカズスヘ単身乗り込もうとしていた。ルーネスはアルクゥの後を追い、カズスで追いつき共に行動する。村人たちがジンの呪いにより幽霊にされてしまっていたのを目撃した二人は、酒場でシドという人物と出会い、彼の飛空艇の隠し場所を告げられる。その飛空艇にて、ルークスたちは鍛冶屋タカと仲違いをしていて家出していたため難を逃れていたレフィアと出会う。
カズスを救うために必要なミスリルの指輪の在り処を聞いた二人とレフィアは、ミスリルの指輪を持つサスーン王に会うべくサスーン城へ向かい、城門でイングズという兵士と出会う。聞けば、サスーン城の人々もジンの呪いで幽霊に変えられてしまったという。サスーン王との会話でミスリルの指輪を持つ王女サラがジンにさらわれた可能性があると知った一行は、イングズを仲間に加え、封印の洞窟へ向かった。
封印の洞窟でサラと出会ったルーネスたちは、洞窟の奥でジンを倒す。すると、突如彼らは風のクリスタルにより祭壇の洞窟へと召喚される。そこで、風のクリスタルから光の啓示を受け、ジョブチェンジの力を授かった4人は、クリスタルの意思と心を汲み、闇を払い世界に再び光を齎すため旅立つ決意をする。
その後、ルーネスたちはサスーン城に戻ると、サラと共にジンを封じた指輪を泉に投げ入れ人々の呪いを解いた。そして、元に戻った王から折りたたみカヌーを授けられる。
飛空艇を回収し、カズスに戻るとシドにカナーンに連れて行くよう頼まれる。そこで、ネルブ谷の岩を砕くべく鍛冶屋タカに頼んで飛空艇にミスリルの船首を取り付けてもらう。4人は飛空艇で大岩に突撃し大岩を砕いたが、同時に飛空艇も大破してしまう。一向は徒歩でシドの故郷であるカナーンを目指す。
以後についてはオリジナル版を参照。

## キャラクター
この節では主としてFC版との差異に限定して記述する。詳細はFC版の該当項目を参照。

### 主人公キャラクター
プレイヤーキャラクター。FC版では、ゲームスタート時から4人パーティであったが、リメイク版ではルーネス1人で冒険が始まり、その後ウルを経てカズス・サスーン城と移動する過程で他の3人を仲間にすることになる。4人ともが孤児であるのはFC版と共通。
また、リメイク版では、主人公キャラクター4人に以下の名前と性格が設定されている。
ルーネス（Luneth）
本作の主人公の一人。リーダー格。ウルの長老であるトパパと、その妻ニーナに育てられた孤児。FC版の主人公に一番口調と設定が近く、好奇心旺盛で喜怒哀楽が豊かな少年。軽口を叩くこともあるが正義感は強い。同行キャラクターの中では水の巫女エリアとの交流が多く描かれている。髪は銀髪で長く、後ろで一本に縛っている。
小説『Memory of Heroes』では、ほとんどの期間でナイトのジョブに就いていた。
アルクゥ（Arc）
本作の主人公の一人。ルーネス同様トパパ夫婦に育てられた孤児で、ルーネスとは幼馴染み。気弱で幼さが残る上、ウルではいじめられていたが、冒険を通じて勇敢で陽気な少年に成長していく。本を読むのが好きで誰もが認める博識である。短い茶髪と茶色の瞳、鼻のまわりにソバカスがあるのが特徴。同行キャラクターの中では特にサロニアのアルス王子と親密になる。ルーネス、アルス王子以外の人物と会話する時は、常に敬語を使う。
小説『Memory of Heroes』では、主に黒魔法や召喚魔法を扱うジョブに就いていた。
レフィア（Refia）
声 - 日笠陽子（『ワールド オブ ファイナルファンタジー』）
本作の主人公の一人。カズスの鍛冶屋タカに育てられたクールビューティーな少女。鍛冶修行に嫌気がさして家出してしまった。それが幸いし、ジンの呪いを逃れることができた。基本的には活発で少々意地っ張りな面が目立つが、根は心優しい。鍛冶修行を生かして、シドの飛空艇を修理したこともある。カエルが嫌いでそれを少なからず気にしており、トードでそれになることに不満を感じている。同行キャラクターの中では特にデッシュと親密になる。
小説『Memory of Heroes』では、主に白魔法を扱うジョブに就いていた。
イングズ（Ingus）
本作の主人公の一人。サスーン城の青年兵士。育ての親もサスーンの兵士である。サラ姫とは幼馴染の間柄。性格はルーネスと対照的で冷静沈着だが、若干冷めた部分もある。レベルアップ、熟練度が上がった時にキザなポーズを見せるナルシストな一面も覗かせる。丁寧語を使う場合が多い。短い金髪と青い瞳が特徴。
小説『Memory of Heroes』では、主に魔法以外の特殊技能を持つジョブに就いていた。

### 同行キャラクター
リメイク版では、ランダムで戦闘に参加しルーネスたちを援護する（援護する際はコマンド入力直後に、その場のどのキャラクターよりも先に行動する）。FC版と同じく、ストーリーに応じたキャラクターが同行するのみで、任意で同行キャラクターを選ぶことはできない。
サラ
サスーン城の姫。イングズの幼馴染の間柄で、封印の洞窟でジンを倒す過程で同行する。
ケアル（白魔法、レベル1）を唱えて味方全体を回復させるか、もしくはエアロ（白魔法、レベル2）を唱えて敵全体を攻撃する。
シド
飛空艇技師。ジンの呪いを解いてカナーンに連れて行く間同行する。
敵1体にハンマーで殴りかかるか、もしくはファイア（黒魔法、レベル1）を唱えて敵全体を攻撃する。
また、本作ではシドとルーネスたちの間に新たな設定が追加されている。
デッシュ
記憶喪失になった素性不明の男。ドラゴンの住む山からオーエンの塔まで同行する。
敵1体に剣で斬りかかるか、もしくはサンダラ（黒魔法、レベル3）を唱えて敵全体を攻撃する。
エリア
水の巫女。難破船から水の洞窟まで同行する。
ケアルラ（白魔法、レベル3）を唱えて味方全員を回復させるか、もしくはプロテス（白魔法、レベル5）を唱えて味方全員の防御力を上げる。
アルス
サロニアの王子。サロニアの酒場で襲われているアルスを助けてからサロニア城に入るまで同行する。
コンフュ（白魔法、レベル4）を唱えて敵全体を混乱させるか、もしくはエアロ（白魔法、レベル2）を唱えて敵全体を攻撃する。
ドーガ
師ノアから魔力を受け継ぎし大魔道師。ドーガの館から魔法陣の洞窟まで同行する。
ファイガ（黒魔法、レベル6）を唱えて敵全体を攻撃するか、もしくはフレア（黒魔法、レベル8）を唱えて敵1体を攻撃する。
ウネ
師ノアより夢の世界を受け継ぎし夢の世界の守護者。ウネの祠から古代遺跡まで同行する。
ヘイスト（白魔法、レベル6）を唱えて味方全員のすばやさを上げるか、もしくはホーリー（白魔法、レベル8）を唱えて敵1体を攻撃する。

## 主なスタッフ
- エグゼクティブプロデューサー / ディレクター - 田中弘道
- パッケージイラストレーション / タイトルロゴデザイン - 天野喜孝
- キャラクター原案 - ビジュアルワークス
- ジョブイラストレーションデザイン / キャラクターデザイン - 吉田明彦
- アートディレクター - 相場良祐
- ムービーディレクター - 生守一行
- 音楽監修 - 植松伸夫
- 監修 - 青木和彦、石井浩一
- プロデューサー - 浅野智也
- シナリオ本編 / NPCセリフ担当 - 有限会社エッジワークス
- Sound Editors - 神谷智洋

## 評価
- ニンテンドーDS版
  - 『ファミ通』のクロスレビューはフランソワ林9、ウワーマン8、深見参段9、川島ケイジ8の合計34点で、「殿堂入りゴールド」と評価されている[41]。
- PlayStation Portable版
  - 『ファミ通』のクロスレビューはレオナ海老原9、デビル藤原8、吉池マリア7、ローリング内沢9の合計33点で、「殿堂入りゴールド」と評価されている[42]。

## 関連商品
- 書籍
  - 石井宏之/羽生真樹編『ファイナルファンタジーIII 公式コンプリートガイド』（2006年、スクウェア・エニックス） (ISBN 978-4-7575-1791-2)
  - ファミ通書籍編集部編『DS版 ファイナルファンタジーIII 公式ファイナルガイド』（2006年、エンターブレイン） (ISBN 978-4-7577-2990-2)
  - Vジャンプ編集部編『ファイナルファンタジーIII GRAND PROLOGUE-SQUARE ENIX公式攻略本』（2006年、集英社） ISBN 978-4-08-779380-2)
  - 『PSP版ファイナルファンタジーIII 公式コンプリートガイド』（2012年、スクウェア・エニックス） (ISBN 978-4-7575-3720-0)
- 音楽CD
  - 『FINAL FANTASY III Original Soundtrack（DVD付）』（2006年、スクウェア・エニックス）